# Arco volcánico

Imagen de sistema volcánico

Los arcos volcánicos son alineamientos de volcanes que ocurren en los límites de placas tectónicas convergentes. Los arcos volcánicos se originan por magma producido en el proceso de subducción donde una placa tectónica es subducida bajo otra. Existen dos tipos de arcos volcánicos los arcos volcánicos continentales y los arcos volcánicos insulares, aunque hay muchos casos intermedios como lo son: Nueva Zelanda, el arco volcánico centroamericano y el arco de Sonda.

## Arco volcánico continental
Un arco volcánico continental es una estructura tectónica formada por la subducción, pero a diferencia de los arcos insulares, se produce cuando la litosfera oceánica subduce por debajo de un bloque continental, la presión y altas temperaturas convierte las rocas en magma de composiciones basálticas, estos cuerpos ascenderán hasta alcanzar la corteza continental, donde se reúnen y acumulan. A través de la diferenciación magmática los fluidos disminuyen su densidad y ascienden.
Los arcos volcánicos se forman sobre topografías elevadas de las rocas continentales más antiguas y forma picos volcánicos que pueden alcanzar los 6.000 metros por encima del nivel del mar. Algunos ejemplos de estas morfologías serían grandes partes de las cadenas montañosas de los Andes, Centroamérica y las Rocosas canadienses, en América del Norte).

## Arco volcánico insular
Un arco insular es una clase de archipiélago formado por la tectónica de placas a medida que una placa tectónica en el océano protagoniza una subducción contra otra y se produce magma.